# پتکو پتکوف
پتکو پتکوف (بلغاری: Петко Петков) بازیک سابق تیم ملی والیبال بغارستان که مدال نقره المپیک ۱۹۸۰ مسکو را در کارنامه خود دارد.